# Ace Attorney Investigations 2: Prosecutor's Gambit
Ace Attorney Investigations 2: Prosecutor's Gambit (逆転検事2 Gyakuten Kenji 2?) es un videojuego de aventuras desarrollado por Capcom. Fue lanzado en Japón para la Nintendo DS en 2011 y para Android e iOS en 2017. El juego se lanzó oficialmente fuera de Japón en 2024 como parte de la Ace Attorney Investigations Collection. El juego es la sexta entrada de la serie Ace Attorney y una continuación de Ace Attorney Investigations: Miles Edgeworth (2009).
El juego sigue al fiscal Miles Edgeworth, al detective Dick Gumshoe y a la ladrona adolescente Kay Faraday, que investigan cinco casos; se enfrentan al juez Verity Gavèlle, un personaje rival que forma parte de una "purga de fiscales" que elimina a los fiscales más débiles de su cargo. El juego se divide en dos tipos de fases: investigaciones, en las que el jugador busca pruebas en el lugar del crimen y habla con los testigos, y confrontaciones, en las que su objetivo es encontrar contradicciones en las declaraciones de los testigos utilizando las pruebas encontradas durante las investigaciones.
El equipo de desarrollo, que incluía al director Takeshi Yamazaki, al productor Motohide Eshiro y al diseñador de personajes Tatsuro Iwamoto, creó el juego para el décimo aniversario de la serie y finalizó su dirección durante una estancia de cinco días en el Capcom Manor en 2010. La creación del juego fue más corta de lo habitual, ya que los desarrolladores tenían el original Ace Attorney Investigations para utilizarlo como base, lo que llevó a un mayor enfoque en la historia del juego. Los críticos fueron positivos con el juego, citando su historia y la nueva mecánica de juego de "ajedrez mental" como puntos culminantes. Varios periodistas occidentales comentaron la falta de localización y la incluyeron en las listas de juegos que querían ver localizados.

## Modo de juego
Ace Attorney Investigations 2: Prosecutor's Gambit es un juego de aventura en el que los jugadores controlan al fiscal Miles Edgeworth, que investiga cinco casos; en uno de ellos, el jugador también controla al padre de Edgeworth, Gregory. El modo de juego es más o menos el mismo que en el juego anterior, Ace Attorney Investigations: Miles Edgeworth, y se divide en dos tipos de fases: investigaciones y confrontaciones.
Durante las investigaciones, el jugador controla directamente a Edgeworth; buscan pruebas en la escena del crimen y hablan con los testigos para obtener nueva información. A medida que el jugador investiga, la información observada se guarda como pensamientos de Edgeworth; al combinarlos, el jugador puede obtener más información que de otro modo permanecería oculta. En algunos puntos, el jugador puede utilizar un dispositivo llamado "Ladronzuelo" para generar reproducciones de hologramas de la escena del crimen utilizando información conocida sobre ella; el jugador puede caminar en las recreaciones y señalar las inconsistencias con las pruebas, y actualizar la recreación en consecuencia. A veces el jugador es capaz de alternar entre recreaciones de la escena del crimen en dos momentos diferentes.
Un nuevo mecanismo de juego, el "ajedrez mental", se utiliza durante las investigaciones cuando un personaje se niega a testificar. El jugador los interroga, que se visualiza como una partida de ajedrez, con el objetivo de destruir las piezas de ajedrez del otro personaje. Para hacer esto, necesitan aumentar su ventaja en la discusión alternando entre hablar y escuchar; cuando el jugador cree que tiene la ventaja, puede elegir pasar a la ofensiva. Las secciones de ajedrez mental son cronometradas, con el jugador teniendo que tomar decisiones antes de que la barra de temporizador haya disminuido hasta el final. El jugador sufre daños si toma decisiones equivocadas, y los oponentes mentales de ajedrez se vuelven más difíciles a lo largo de la partida.
Después de obtener suficiente información y pruebas de la investigación, el jugador se enfrenta a otros personajes y lee a través de sus testimonios de los acontecimientos del caso. El jugador puede elegir presionar al personaje para obtener más información sobre sus declaraciones, con el objetivo de descubrir contradicciones entre el testimonio y las pruebas; si las encuentra, puede elegir presentar las pruebas recogidas de las investigaciones para señalar la contradicción.

## Sinopsis

### Personajes y entorno
Ace Attorney Investigations 2: Prosecutor's Gambit tiene lugar ocho días después de Ace Attorney Investigations, y presenta a los mismos tres personajes principales: el fiscal Miles Edgeworth; el detective Dick Gumshoe; y Kay Faraday, una adolescente que también es una ávida ladrona. Una nueva jueza, Verity Gavèlle, es la rival de Edgeworth; forma parte del "Comité de Investigación Fiscal", que sigue las acciones de fiscales potencialmente problemáticos y corruptos para justificar su destitución.

### Trama
El primer episodio "Turnabout Trigger" comienza con un intento de asesinato contra el presidente Di-Jun Wang de Zheng Fa; sobrevive, pero más tarde encuentra muerto a su guardaespaldas, Bastian Rook. Cuando el fiscal general le pide que investigue, y en el proceso de involucrarse con el infame asesino Shelly de Killer, Edgeworth descubre que el segundo al mando de Rook, Bronco Knight, había matado a Rook para reemplazarlo como guardaespaldas, y que el intento de asesinato fue organizado por el presidente para revertir su decreciente popularidad.
En el segundo episodio "The Captive Turnabout", Knight es encontrado muerto en prisión. Simeon Saint, amigo de Knight, es sospechoso del asesinato, pero el intento de investigación de Edgeworth se ve obstaculizado cuando la jueza Gavèlle asigna al fiscal Eustace Winner al caso en lugar de Edgeworth. Para investigar, Edgeworth se une a Eddie Fender, un abogado defensor y ex protegido del padre de Edgeworth, Gregory. Sospechan de varios reclusos, entre ellos el asesino Bodhidharma Kanis, pero resulta que la directora de la prisión Fifi Laguarde mató a Knight, creyendo que Kanis lo había enviado a matarla a ella. Saint es liberado, pero Gavèlle advierte a Edgeworth que podría perder su placa de fiscal si sigue investigando casos a los que no está asignado.
El tercer episodio "Turnabout Legacy" retoma los acontecimientos dieciocho años antes de la actualidad, cuando Gregory y Fender son llamados a defender a Samson Tangaroa del cargo de asesinar a su compañero de cocina Artie Frost. Debido a que el cuerpo ha desaparecido, Gregory y el fiscal Manfred von Karma no pueden progresar mucho, pero von Karma obliga a Tangaroa a confesar falsamente que es cómplice. Esto lleva a Gregory a acusar a von Karma de falsificar pruebas, resultando en el infame incidente DL-6. En la actualidad, el chef Carmelo Gusto está a punto de ser asesinado en una galería de arte dirigida por el asistente de Tangaroa, Judy Bound. Eustace está asignada a procesar bajo la dirección de Gavèlle, pero Edgeworth sigue investigando. Concluye que Bound mató a Frost e intentó matar a Gusto; Bound admite este último crimen, pero acusa a Gusto de ser el asesino de Frost. Gusto admite haber asesinado a Frost, con quien había conspirado para hacer trampas en un concurso de cocina, pero con quien había sido traicionado. Gusto y Bound son encarcelados, y Tangaroa es liberado.
En el cuarto episodio "A Turnabout Forsaken", una Kay amnésica es acusada de asesinar al abogado defensor Rosy Ringer. Edgeworth es llevado ante el Comité de Investigación de la Fiscalía, que amenaza con quitarle la placa si se involucra en el caso de Kay; Edgeworth renuncia voluntariamente a su placa y continúa investigando con la ayuda de la fiscal Franziska von Karma. Descubre que alguien ha estado subastando evidencia de casos legales, y encuentra una grabación que indica que el asesino de Ringer tenía una marca de quemadura en la barbilla. Cuando Edgeworth es llamado para defenderse contra el comité, Gavèlle revela a Excelsius Winner, el jefe del comité de investigación y padre de Eustace, como el subastador y el responsable de la corrupción legal en su anterior posición como fiscal jefe. Edgeworth lo engaña para que revele su marca de quemadura, identificándolo como el asesino de Ringer. Kay recuerda entonces haber sido atacada por alguien y Shelly de Killer revela el concepto de la mente maestra a Edgeworth y Kay.
En el quinto episodio "Turnabout for the Ages", el presidente Di-Jun Wang es encontrado muerto, y Excelsius intenta amañar el juicio de Laguarde a su favor manipulando a Gavèlle mediante el secuestro de su hijo adoptivo, Sean Fenn. Edgeworth previene esto, e investiga el asesinato, al enterarse de que Di-Jin Wang ha estado muerto durante doce años: la persona que antes pensaba que era el presidente era un doble de cuerpo, que había contratado a Kanis para que matara al presidente y tomara su lugar, y que fue ayudado por Laguarde y Excelsius para encubrir el crimen. Saint se revela como el hijo perdido de Gusto; de niño, fue secuestrado por Frost para evitar que Gusto ganara el concurso de cocina. Frost obligó a su propio hijo, Knight, a deshacerse de Saint, de ahí que Saint hiciera matar a Knight. Kanis encontró a Saint y lo llevó a un orfanato; más tarde vio a Kanis matar a Di-Jun Wang en nombre del doble del cuerpo, Laguarde y Excelsius. Traicionaron a Kanis, pero Saint o le ayudó a escapar; más tarde se vengaría de ellos, manipulándolos para que mataran a Knight y a Ringer, y para que mataran al doble del cadáver. Además, fue él quien atacó e incriminó a Kay para asegurarse de que Edgeworth se involucrara y desenmascarara a Excelsius. Saint es encarcelado y Edgeworth recupera su puesto de fiscal.

## Desarrollo y lanzamiento

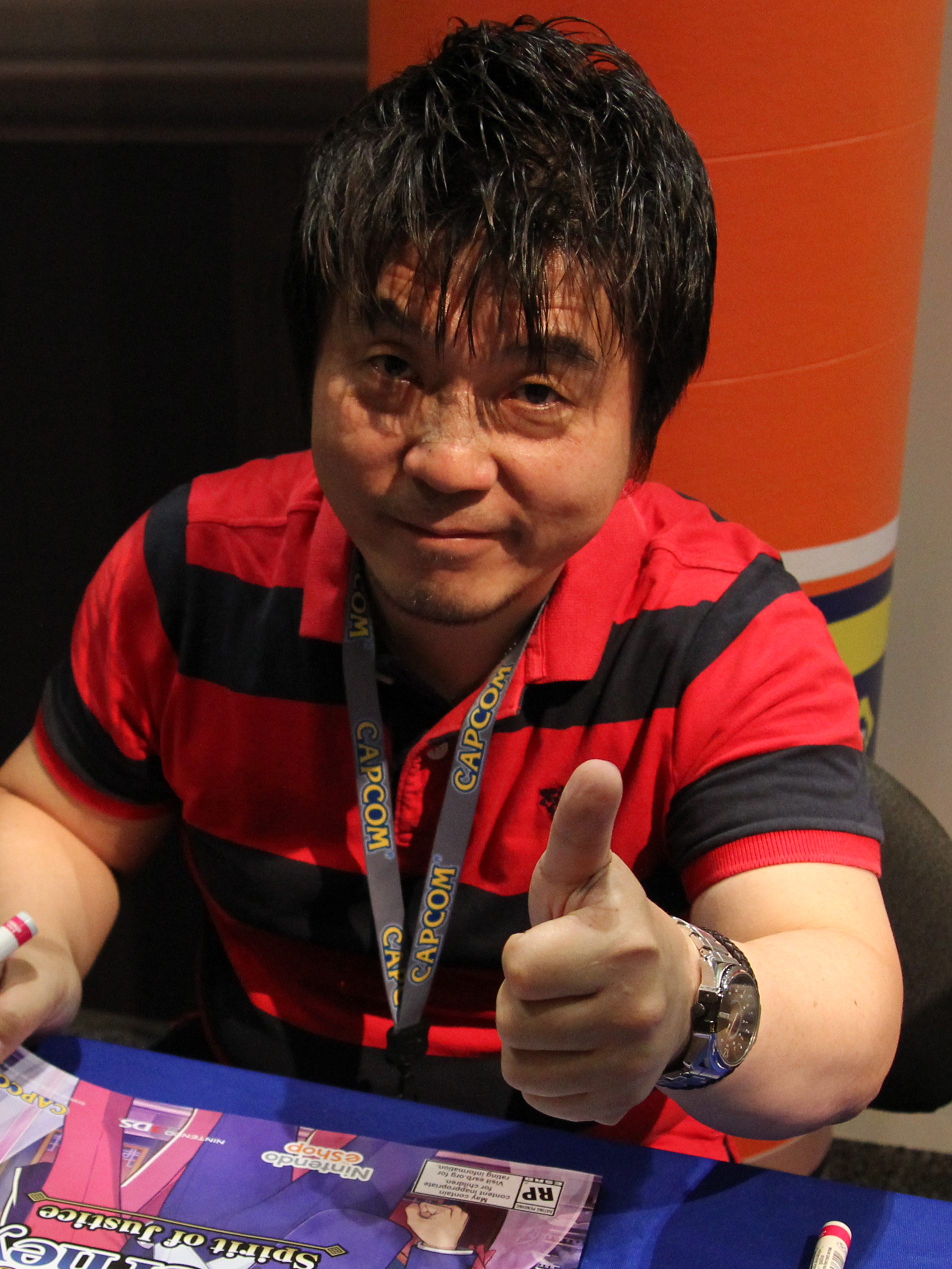
El juego fue producido por Motohide Eshiro.

Ace Attorney Investigations 2: Prosecutor's Gambit fue producido por Motohide Eshiro y dirigido por Takeshi Yamazaki, y cuenta con diseños de personajes de Tatsuro Iwamoto y música de Noriyuki Iwadare. Takuro Fuse, que más tarde se convertiría en el diseñador de personajes y director de arte de Ace Attorney, estuvo a cargo de las imágenes de los eventos del juego y de las secuencias de apertura y finalización de los episodios. Mientras que el desarrollo del juego Ace Attorney Investigations original había llevado más tiempo del habitual debido a sus nuevos sistemas de juego que debían crearse desde cero, Ace Attorney Investigations 2: Prosecutor's Gambit fue más rápido debido a que ya tenía un juego base sobre el que construir, lo que permitió a los desarrolladores centrarse más en la historia del juego. Según Eshiro y Yamazaki, uno de los principales cambios en comparación con el primer Ace Attorney Investigations fue la adición de un mecanismo de juego de interrogación; optaron por presentarlo metafóricamente como un juego de ajedrez, que era el juego favorito de Edgeworth. Otro cambio fue la mejora gráfica de los sprites y el arte de fondo del juego.
En el verano de 2010, el equipo de desarrollo pasó cinco días y cuatro noches en un lugar llamado Capcom Manor para trabajar en el juego, inspirado por el cineasta Akira Kurosawa, que reunía a los guionistas en una habitación de hotel para crear los guiones de sus películas. Durante su estancia en la mansión, discutieron la trama del juego y el nuevo sistema de juego, finalizaron la dirección y crearon bosquejos aproximados para la mayoría de los personajes del juego. Para el nuevo personaje Verity Gavèlle, Iwamoto utilizó una santa femenina como imagen principal de su diseño, y la imaginó como una mujer mayor a la que podía admirar. Otro nuevo personaje, Eustace Winner, era el personaje menor favorito de Eshiro en la serie debido a su arco de personajes y a su crecimiento a lo largo del juego. El juego fue desarrollado para el décimo aniversario de la serie Ace Attorney, por lo que varios personajes de juegos anteriores de la serie aparecieron como cameo, entre ellos Frank Sahwit y Will Powers.

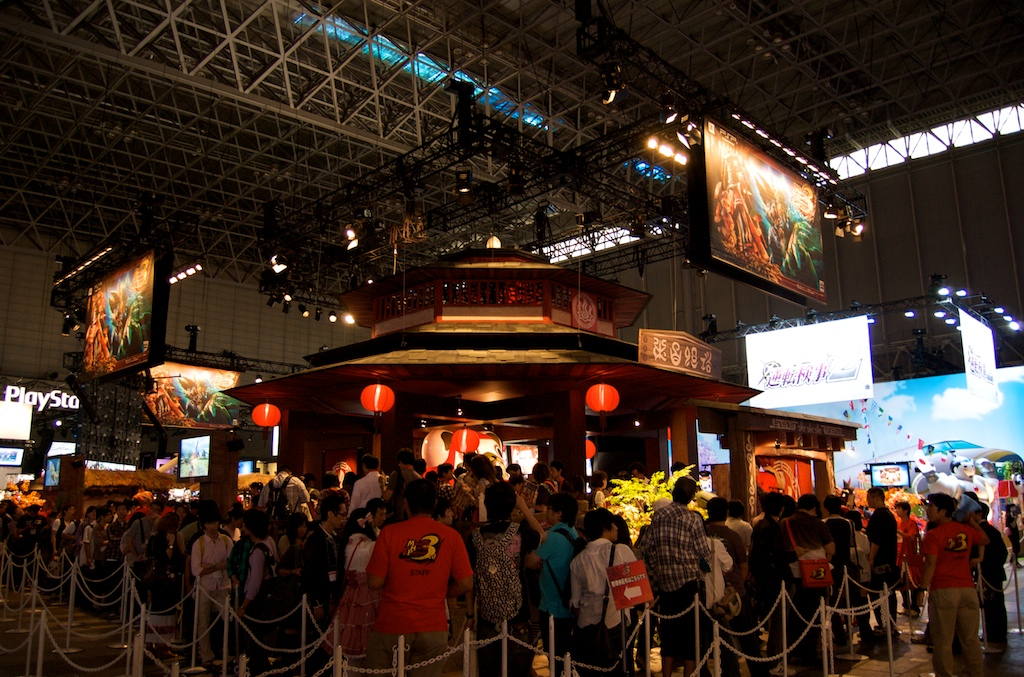
El juego fue presentado (a la derecha) en el Tokyo Game Show 2010.

El juego fue revelado por primera vez en Famitsu en septiembre de 2010, y fue presentado en el Tokyo Game Show 2010. En 2010 se publicó una demo en Flash en la página web oficial del juego, y en 2011 se distribuyó una demo de Nintendo DS a través de la consola Wii, los puntos de acceso público de Nintendo Zone y los quioscos "DS Station" de las tiendas. El juego fue lanzado por Capcom en Japón para la Nintendo DS el 3 de febrero de 2011, y para Android e iOS el 21 de diciembre de 2017. La versión para Nintendo DS fue lanzada en varias ediciones diferentes: una edición estándar, que sólo incluye el juego; un "pack de coleccionista", que incluye una copia del juego, un CD con la banda sonora orquestal de Iwadare, un DVD con imágenes de la aparición del juego en el Tokyo Game Show y un folleto con un manga de Iwamoto; una "edición extendida", que incluye una copia del juego y una estatuilla de Miles Edgeworth; y una "edición limitada", que incluye todos los elementos de las otras ediciones.

### Localización
A principios de 2011, Christian Svensson de Capcom dijo que no había planes en ese momento para liberar Ace Attorney Investigations 2: Prosecutor's Gambit en regiones fuera de Japón, debido a los mayores costos de localización que los retornos estimados; sin embargo, según Eshiro, la razón principal de la falta de localización era la programación, ya que todo el personal que trabajaba en el juego se había disuelto y se había trasladado a diferentes equipos después de terminar el juego, y no podían trabajar en una localización. Svensson dijo que existía la posibilidad de un lanzamiento en otra plataforma, y que discutiría las formas de que esto ocurriera con los equipos de estrategia e I+D de Capcom. En diciembre de 2011, Capcom todavía estaba debatiendo internamente cómo dirigirse a la audiencia de Ace Attorney, y Svensson dijo que existe la posibilidad de publicar Ace Attorney Investigations 2: Prosecutor's Gambit como un título digital descargable. El potencial lanzamiento del juego en inglés se discutió internamente en Capcom en marzo de 2012, pero en enero de 2013, Svensson dijo que mientras que en Capcom se hablaba de Ace Attorney Investigations 2: Prosecutor's Gambit, todos sus recursos, especialmente los relacionados con la localización, se centraban en el entonces prometedor Phoenix Wright: Ace Attorney − Dual Destinies.
Se ha desarrollado una traducción al inglés de Ace Attorney Investigations 2: Prosecutor's Gambit, subtitulada Prosecutor's Path, que incluye nombres localizados para nuevos personajes al estilo de las localizaciones de Capcom de Ace Attorney. El proyecto de traducción se realizó en el sitio de fanes de Ace Attorney Court-Records, donde un usuario pidió a las personas que estaban interesadas en el proyecto que enviaran solicitudes, que debían ser aprobadas para que formaran parte del proyecto. Alexa Ray Corriea de Polygon describió este enfoque como poco común, ya que la mayoría de los proyectos de traducción de fanáticos permiten que cualquiera ayude si lo desea, pero dijo que esto hace que el proyecto sea más profesional. En 2013 se publicó un parche que traducía los dos primeros episodios del juego, y en 2014 se publicó un parche completo para el juego. Más tarde, en 2015, se publicó un último parche.
En un Nintendo Direct de junio de 2024, se anunció Ace Attorney Investigations Collection, un recopilatorio en alta definición de los juegos Investigations, que incluía traducciones oficiales de Ace Attorney Investigations 2: Prosecutor's Gambit en inglés, francés, alemán, coreano y chino mandarín. El recopilatorio salió a la venta el 6 de septiembre de 2024.

## Recepción
En su primera semana de lanzamiento, Ace Attorney Investigations 2: Prosecutor's Gambit fue el juego más vendido en Japón en todas las plataformas, vendiendo más de 132.000 unidades. Esto fue más bajo que el primer Ace Attorney Investigations, que vendió 172.000 copias durante su semana de apertura. El rastreador de ventas japonés Media Create teorizó que esto se debía a que Ace Attorney Investigations 2: Prosecutor's Gambit tenía menos comerciales de televisión que el primer juego, y un menor nivel de reconocimiento de los consumidores según las encuestas de reconocimiento semanal. También señalaron que la comercialización había estado dirigida más a las mujeres que a los hombres, lo que había dado lugar a un mayor interés entre las mujeres, pero a un menor interés tanto entre los hombres como en general. Durante la segunda semana del juego, cayó al cuarto lugar en las listas de ventas de juegos japonesas, vendiendo 30.910 copias adicionales.
A los críticos de Famitsu les gustó la historia del juego, diciendo que los "turnabouts" que vienen de situaciones tensas son emocionantes. También les gustó el sentido de urgencia que aporta el ajedrez lógico, y calificaron de excelente el uso de efectos de sonido en el juego. AsbelGrants de Jeuxvideo.com calificó a Ace Attorney Investigations 2: Prosecutor's Gambit como la mejor entrada de la serie, diciendo que la trama y los personajes eran lo más destacado del juego, manteniendo al jugador en suspenso hasta el final. Encontraron el primer episodio sorprendentemente fuerte, ya que era un "caso largo y emocionante" comparado con los primeros episodios de otros juegos de Ace Attorney Ellos notaron que el modo de juego era más o menos el mismo que en Ace Attorney Investigations, pero no consideraron esto un problema ya que pensaron que tenía el mejor tipo de investigaciones en la serie, y disfrutaron de la implementación de la función de ajedrez lógico. Disfrutaron de la música, llamándola memorable.
En 2011, Game Informer clasificó el juego como el octavo de una lista de los mejores videojuegos que no habían sido lanzados en Norteamérica; en 2015, lo incluyeron en una lista de doce videojuegos que querían ver localizados, diciendo que posiblemente podría lanzarse a través de la Nintendo eShop. En 2012, GamesRadar lo clasificó como séptimo en una lista de los siete mejores juegos que "es absolutamente necesario localizar para Occidente". Rebecca Rudeen, de la revista NF Magazine, calificó de desafortunada la falta de localización, diciendo que el juego era una parte crucial de la historia de Edgeworth. Tim Sheehy de Destructoid llamó al juego prometedor, basado en una demo disponible en Tokyo Game Show, diciendo que la demo le dejó con ganas de más. Deseaba que la voz que actuaba desde el tráiler del juego hubiera estado presente en el propio juego, pero también dijo que la falta de actuación de voz no le impediría querer jugar al juego.